# Ziua Independenței (Ucraina)

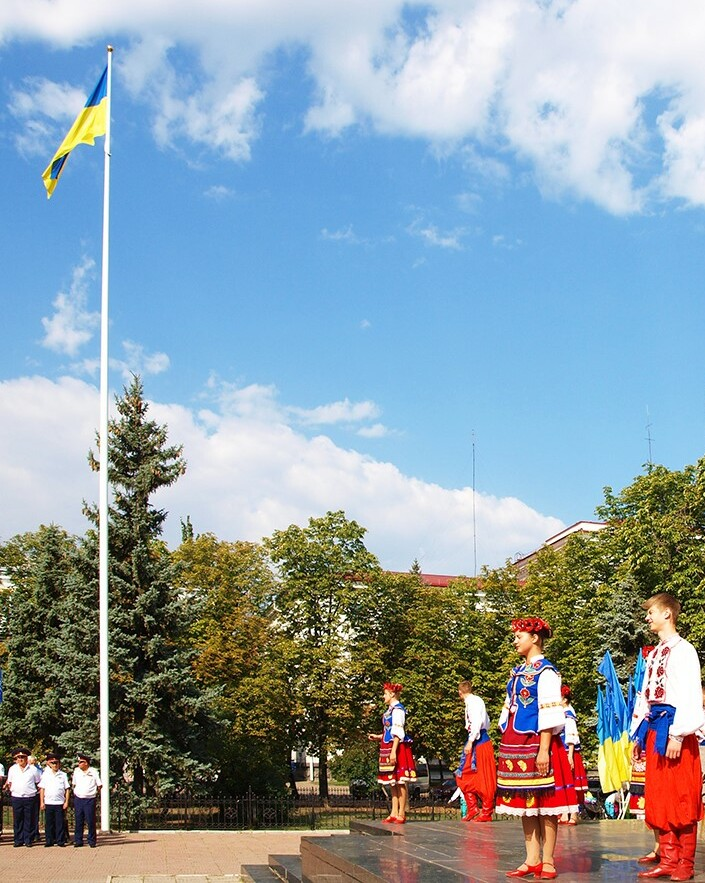
Ziua Independenței, 2013

Ziua Independenței este ziua națională a Ucrainei, în care se sărbătorește adoptarea Declarației de Independență față de Uniunea Sovietică, în anul 1991. Ziua Independenței este celebrată anual, în data de 24 august.